# 우리는 챔피언
《우리는 챔피언》(일본어: 爆走兄弟レッツ&ゴー!!, 폭주형제 렛츠 앤 고)은 고시타 데쓰히로가 코로코로 코믹에 1994년부터 1999년까지 연재한 만화 및 이를 원작으로 한 애니메이션이다. 미니카 붐을 일으킨 히트작이다.
대한민국에서는 1998년 8월 31일부터 1998년 11월 30일까지 SBS에서 방영되었다.

## 개요
만화는 코로코로 코믹에서 1994년 6월호~1999년 10월호까지 연재했다.
스토리는 전부 3시리즈로, TV에서는 3년에 걸쳐 1년에 1시리즈씩 방영했다. TV 도쿄계열에서 1996년 1월에서 1998년 12월까지 방영했다. 애니 제작사는 XEBEC이며, 각각 51화, 총 합계 153화이다.
제 1시리즈는 세이바 레츠, 세이바 고의 세이바 형제가 미니사구 연구자 츠치야 박사에게서 양도받은, 세이버라는 머신을 성장시키며, 온갖 미니사구 레이서들과 경쟁한다는 내용. 〈국내편〉〈GJC(그레이트 재팬 컵)편〉〈오오가미편〉 또는 〈무인〉(타이틀 뒤에 시리즈 명이 붙지 않아서)이라 불린다.
제 2시리즈는 무대가 국내에서 세계로 옮겨지지만, 주인공은 그대로인 속편이다. 〈WGP편〉(월드 그랑프리의 약자)이라 불린다. 내용은 지금까지의 라이벌들과 팀을 짜서 세계와 싸운다는 소년 스포츠 만화의 정석이다. 전작에서부터 그대로 스토리가 이어져 있어서, 방송국에서는 새 프로그램이 아닌 이전 작품과 같은 프로그램으로 취급한다. 극장판 영화도 공개되었다.
제 3시리즈는 같은 세계관이지만, 주인공이 바뀐 다른 이야기이다. 작품명도 〈폭주형제 렛츠&고!! MAX〉로 변경되어(원작은 제 3화부터 애니에 맞춰 작품명을 변경), 〈MAX편〉이라 불린다. 이치몬지 고우키, 이치몬지 레츠야 형제가 미니사구 배틀 레이서 양성기관, 보르조이 스쿨의 방침에 의문을 느껴 스쿨 소속의 레이서들과 경쟁한다는 내용.
〈국내편〉과 〈WGP편〉은 풀카울 미니사구가 메인으로 등장하며, 〈MAX편〉에서는 에어로 미니사구가 메인으로 바뀐다.
일본에 제2차 미니사구 붐을 일으켰으나, 애니 종영과 비슷한 무렵에 붐도 종언을 맞는다. 종언의 이유로는, 에어로 미니사구가 별로 참신하지 못했던 점, 대상이었던 어린이들의 성장 등을 들 수 있다.
리모콘 없이도 레이서의 의사에 따라 속도가 오르거나, 때로는 회전하며 날아가거나 하는 비현실적인 묘사가 어린이들 사이에 화제가 되었다.
이하 기사는, 별다른 언급이 없는 경우 애니판의 설정을 기초로 하였다.

## 원작과 애니의 차이
원작이 월간지 연재인 것에 대해, 애니는 1주에 1회 방영하여 금세 스토리를 따라잡았기 때문에 제 1기 시리즈 중반부터 내용이 원작과 바뀌어, 특히 MAX편에서는 주인공들 몇 명의 이름과 머신을 제외하고 주오 캐릭터나 머신 등이 애니 오리지널이었다. 원작에 등장한 캐릭터라도, 애니판에서는 디자인이 달라진 캐릭터도 많았다.
원작이 초등학교 저학년에서부터 중학생을 의식한 스토리 전개인 것에 비해, 애니판은 초등학교 고학년 정도를 의식한 것으로 보여, 원작보다도 복잡한 스토리 전개를 보였다. 그 때문에 원작보다도 폭넓은 연령층에게 받아들여져, 메인 타겟인 남소중생(초중생) 뿐만 아니라, 여중고생들까지도 끌어들이는 붐이 되어 많은 동인지도 만들어졌다.
세세한 차이를 꼽자면 끝이 없지만, 스토리에 크게 영향을 미치는 주요 차이점으로서는 이하의 점들을 들 수 있다.

### 국내편
대회의 유무
원작에서는 오오가미 박사 등장 이후, 공식 레이스는 거의 그려지지 않고 오오가미 박사의 본거지에 직접 쳐들어가 대결했으나, 애니판에서는 공식 레이스에서 오오가미 군단에게 승리한다.
매그넘 토네이도 완성까지의 과정
원작에서는 모델건 〈매그넘〉의 발사구에 있던 홈에서 힌트를 얻었으나, 애니에서는 쥰이 던진 야구공의 회전에서 착안했다.
머신
원작에서 사이클론 매그넘은, 브로큰G에 의해 부서진 빅토리 매그넘을 그 자리에서 수리한 즉석 머신이었으나, 애니에서는 빅토리 매그넘이 레이스팅거에 의해 부서져, 고와 J가 둘이서 협력하여 만들었다. 또, 원작에서는 매그넘 세이버, 빅토리 매그넘에게는 다운포스가 없다는 약점이 있었으나, 애니에서는 〈수퍼 다운포스 머신〉이라고 불릴 만큼 강력한 다운포스로, 억지로 노면에 머신을 누르는 것으로 코너나 비탈길의 불안정함을 극복했다.
허리케인 소닉은, 원작에서는 WGP편 전에 브렛에게 완패한 레츠가 만들었지만, 애니에서는 사이클론 매그넘의 속도를 보고 안달한 레츠가 오오가미 박사의 연구소에서 만들었다.
원작에서 스핀코브라는, 고 일행이 따라붙었기 때문에 토우키치가 츠치야 박사에게 탄원하여 프로토세이버와 동시에 전자개조를 실시하여 완성시켰으나, 애니에서는 미쿠니 재벌의 힘을 사용하여 카이와의 대결에서 완성시켰다. 또한, 프론트 모터라는 설정은 애니에서 나중에 붙인 것이다. 애니에서는 트라이다가보다 먼저 완성시켰다.
프로토세이버EVO.는, 원작에서는 WGP 직전에 만들어졌으나 애니에서는 국내편에서 만들어져, SGJC에서 활약했다. 또한, 원작에서는 허리케인 소닉보다 2개월 이르게 등장했으나 애니에서는 반대로 1주일 늦게 등장했다.
등장인물
쿠로사와 후토시…원작에서는 초기에 나타나 비뚤은 길을 가다가, 자업자득으로 패배하고 모습을 감춘 일회용 인물이었으나, 애니에서는 카이에게 패배한 것을 계기로 개심하여 최종회까지 중요 캐릭터의 한 명으로서 등장했다.
코히로 마코토…쿠로사와와 마찬가지로 원작에서는 보통 레이서였으나, 애니에서는 최종화까지 등장하며 수수하게 활약했다.
사가미 쥰…처음에는 애니 오리지널 캐릭터로 등장. 후에 원작에도 등장했으나, 애니에서는 키가 고와 비슷할 정도였으나 만화판에서는 레츠와 비슷하거나 좀 더 크게 그려져, 외견이 다르다.
R…J의 누나. 원작에는 등장 없음.
츠치야 박사와 사가미 타모츠…원작에서는 오래 된 친구이나, 애니에서는 서로 모르는 사람.
오키타 카이 등장 이후의 레이스는 완전히 애니 오리지널이다. 애니판에서는 오키타 카이 등장 후 세간에 배틀 레이스가 유행하지만, 원작에서는 그러한 전개가 없고 오키타 카이는 세간에 알려지지 않는, 어둠의 레이서였다.

### WGP편
GP칩의 유무
원작에서는 지금까지와 마찬가지로 일반 미니사구였으나, 애니에서는 GP칩이라는 파츠가 추가되었다. 머신의 특성을 스스로 학습하여 노면에 맞춘 최적의 주행을 할 수 있는 파츠로, 이것으로 머신이 의사를 가진 것처럼 달리는 것의 근거로 삼았다. 이 GP칩의 존재나 모터 회전 수(토크), 머신 강도의 성능 차이로, WGP 참가 머신은 일반 미니사구와는 구별되는 〈그랑프리 머신〉이라 불린다. 그랑프리 머신의 성능은 일반 미니사구로는 상대가 안 될만큼 높고, SGJC 우승 머신인 사이클론 매그넘은 WGP 제 1화에서 아스트로레인저스의 벅블레이더에게 전혀 대항할 수 없었다.
참가 팀
원작에서는 일본, 미국, 독일, 이탈리아 이외의 팀은 등장하지 않는다(중국, 자메이카는 특별편 1화에서만. 북구는 이름만 등장. 독일도 2군은 등장 없음). 다른 나라는 그 외의 조연으로서 그려졌을 뿐이라, 몇 개의 나라, 어떤 나라가 참가했는지는 불명. 원작에서는 각국 리더 이외에는 성격을 알 수 없었으나, 애니에서는 모두 10개 나라, 각 팀의 5명 모두 세세하게 성격이 설정되어 있었다. 그 상세 설정은, GB판 〈폭주형제 렛츠&고!! 올 스타 배틀 MAX〉나 PS판 〈하이퍼 히트〉, 〈이터널 윙스〉 및 SFC판 〈POWER WGP2〉에서도 드러나, 애니에서 알 수 없었던 출장 전수 전원의 이름과 얼굴을 명확하게 알 수 있다.
개최국 결정 경위
원작에서는 처음부터 일본 개최. 애니에서는 원래 미국 개최 예정이었던 것을 오카다 텟신의 독단으로 인해 일본 개최로 바꾸었다.
필살기
원작에서는 비트 매그넘이 된 후에도 매그넘 토네이도를 사용했으나, 애니의 비트 매그넘은 다운포스가 지나치게 잘 듣게 되어 토네이도를 사용할 수 없게 되어, 신기술 〈매그넘 다이너마이트〉를 만들었다(후에 원작에서도 매그넘 다이너마이트를 사용했다).
애니에서는 독일의 〈쯔바이 플뤼겔〉〈쯔바이 라켓테〉 등 원작에 없는 기술이 등장. 또 아스트로레인저스의 〈파워 부스터〉는 원작에서는 〈타이어의 회전에 따른 자가발전으로 달리면 달릴수록 전지가 충전된다〉는 비과학적인 설정이었으나, 애니에서는 남은 전력을 완전히 사용하여 골인한다는 기술로 바뀌었다.
머신의 등장
비트 매그넘은, 원작에서는 머신을 수리할 샤시가 없어 곤란하던 차에, 텟신이 만든 〈수퍼 비트 샤시〉를 사용하여 완성시켜, 이름도 그에 따라 〈비트 매그넘〉이라고 지었다. 애니에서는, 일반 샤시를 사용하면 금이 가 버린다는 문제가 발생하여, 마찬가지로 텟신 아래에서 ZMC제 샤시를 발견. 부착했지만 속도가 나지 않아 고민하던 차에, 지나가던 오토바이의 서스펜션을 보고 매그넘에게도 서스펜션을 붙인다는 아이디어를 얻었다. 또, 〈비트 매그넘〉이라는 이름은, 부활 제 1전 후의 J의 대사 〈하트 비트〉에서 착안한 것.
원작에서의 버스터 소닉은, 코너에서조차 비트 매그넘에게 뒤진다는 굴욕을 받아 츠치야 박사의 주선으로 소닉에게도 개량판 서스펜션이 달린 샤시를 도입한다. 그 시점에서 매그넘에게 이겼으나, 주행이 소닉답지 않다고 생각하여 고와 함께 밤을 새며 개량한 결과 탄생했다. 애니에서는 한 번 허리케인 소닉을 부활시킨 후, 리더로서의 압박감에 못 이겨, 레이스에서 자멸한 후 부상. 입원 생활을 보내던 레츠가 퇴원 후 서둘러 완성했다.
원작에서 스핀바이퍼는, 처음에는 토우키치가 스스로 머신을 개발했으나 생각만한 주행이 나오지 않고 세팅이 되지 않은 비트 매그넘에게조차 패배하지만, 고 일행의 협력에 의해 본래 성능을 발휘하여 완성했다(번외편 수록). 애니에서는 스핀코브라를 한 번 수리했으나, 레츠가 입원하여 전선을 이탈한 사정을 받아들여 료와 함께 하드 트레이닝을 한 끝에 만들어 소닉의 빈 자리를 메우는 겸, 토우키치가 두 대를 출장시켜 스핀코브라의 모든 것을 스핀바이퍼에게 물려주어 완성했다.
독일 팀 아이젠볼프의 머신 〈베르크카이저〉는 애니에서는 미하엘, 에리히가 사용하는, 조종석이 오른쪽인 머신과 슈미트, 아돌프, 헤슬러가 사용하는, 조종석이 왼쪽에 있는 타입이 있었으나, 원작에서는 모두 조종석이 오른쪽에 있다. (실제 발매된 것도 조종석이 오른쪽에 있는 타입뿐)
중국 팀 소사구주행단 꽝씨에의 머신은, 애니에서는 후앙만 〈샤이닝 스콜피온〉이고 나머지 네 사람은 〈콩롱〉이라는 머신이지만, 원작에서는 모두 샤이닝 스콜피온이다.
디자인 변경
원작에서 검은색이었던 아이젠볼프의 유니폼이 애니에서는 붉은색으로, 원작에서 붉은색이었던 로쏘 스트라다의 유니폼이 애니에서는 오렌지색이 되는 등, 머신을 가슴 앞에 두었을 때 보기 쉬운 색상으로 변경. 빅토리즈의 유니폼은 디자인이 통째로 바뀌었다.
원작에서는 고나 레츠와 키가 비슷했던 미하엘이 애니에서는 료보다 커지고, 원작에서는 전원 금발이었던 독일 팀의 머리 색이 애니에서는 갈색이나 회색 등으로 바뀌었다.
로쏘 스트라다의 출장 정지
애니의 로쏘 스트라다는 부정이 발각되어 2개월의 출장 정지 처분을 받았으나, 원작에서는 그러한 처분은 없었다. 원작에서는 레이스의 수 자체가 적고, 어떤 식으로 우승이 결정되는지조차 애매했다(시합에 이겨서 얻는 포인트의 합계로 결정되는 듯하나, 한 시합에 포인트가 얼마나 주어지는지 등은 불명).
그 외에도, 애니판의 레이스는 거의 모두 오리지널로, 원작에서는 드림 찬스 레이스, 파이널 스테이지는 존재하지 않는다. 아스트로레인저스의 2회전이나 로쏘 스트라다의 2회전만 원작을 베이스로 한 듯하나, 이곳저곳이 달라 로쏘 스트라다 2회전은 승패도 바뀌었다.

### MAX편
MAX편은 무인 및 WGP편 이상으로 대폭 변경되어, 몇몇 캐릭터와 머신을 제외하면 원작대로 진행하는 부분이 없다. 스토리는 보르조이 스쿨의 존재 이외에는 거의 오리지널이다.
등장인물
원작에서는 애니판 주요 캐릭터인 마츠 히토시, 마나부,마사오, 다이젠 형제, 오오가미 마리나, 아라이 미나미, 파이터 레이디, 마시마 사쿄 등이 등장하지 않는다. 특히, 애니판 스토리의 대부분은 이치몬지 형제의 라이벌이자 이야기의 히로인인 오오가미 마리나가 얽힌 것이 많기 때문에, 원작과는 스토리의 기본이 전혀 다르다고 할 수 있다. 반대로 애니에서는, 원작 종반에 등장하는 클리프, 칼림 하메드가 등장하지 않는다.
무대
원작에서는 보르조이 스쿨의 소재지를 포함하여 주요 무대가 되는 마을의 이름은 불명이었다. 츠치야 연구소나 사가미 모형점이 존재하는 것을 보아, 전작과 같은 〈후린 마을〉이라 할 수 있으나, 고우키 일행이 식객으로 있는 GEN제작소만 다른 마을에 있을 가능성도 있다. 애니에서는 오리지널 〈카와시타 마을〉이라는 마을(도쿄도 오오타구 카마타를 연상시킨다)로, 츠치야 연구소 등 전작까지의 건물은 일절 등장하지 않았다.
고우키의 실력
원작에서는 초기에 낙오자였으나, 후에 많은 레이서들과 대전하여 실력을 쌓는다. 애니에서는 처음부터 실력자였다.
레츠야의 성격
원작에서는 고우키를 〈고우키〉라고 이름만 부르고, 가끔 〈형(兄さん)〉이라고 불렀다. 어릴 적의 레츠야에게 고우키는 존경스러운 형이었으나, 애니판에서는 그러한 묘사는 없고 고우키를 시종일관 〈형(兄貴)〉이라고 부르며, 후반에는 〈건방진 동생〉같은 느낌의 부드러운 성격으로 변화해 갔다.
서브 캐릭터의 관계
핫토리 탓페이와 쿠스노키 다이고는 원작에서 친구로서 동시에 등장하나, 애니에서는 처음에는 서로 모르는 사람이었다.
WGP캐릭터와의 관계
원작에서는 중반에서부터 WGP루키전이라는 대회가 열려 WGP 캐릭터가 재등장하나, 애니에서는 재등장하지 않는다.
머신 등장 방법
원작에서 블레이징 맥스는 보르조이 스쿨편 종료 후, 머신을 개조하며 만들었다. 애니에서는 맥스 브레이커가 페닉스스팅거에게 파괴되어서 수리를 겸해 뉴 머신을 완성시켰다.
너클 브레이커는, 원작에서 이치몬지 박사의 연구소의 흔적에서 발견했다. 애니에서는 위기를 느낀 이치몬지 박사가 모관하고 있던 머신을 꺼내어 미나미에게 맡겨, GEN제작소를 통해 레츠야의 손에 넘어갔다.
그 외에도 애니판의 레이스는 모두 오리지널이다.

## 등장인물
우리는 챔피언의 등장인물 목록 참조

## 등장 미니사구
폭주형제 렛츠&고!!의 등장머신 참조

## 애니판 스토리

### 폭주형제 렛츠&고!!
제 1시리즈인 본 작품은, 주인공 레츠와 고가 4개의 시즌 레이스에서 승리하여 그 시즌 레이스에서 입상한 사람만이 참가할 수 있는 수퍼 그레이트 재팬 컵(SGJC)에서 승리하기까지의 1년을, 방송 시기에 맞춰 그렸다.

### 세이버와의 만남
미니사구를 좋아하는 형제, 형 세이바 레츠와 동생 세이바 고 두 사람은, 형제이지만 성격은 정반대. 미니사구 개발자인 츠치야 박사는 그들을 점찍어, 미니사구의 가능성을 시험해 보기 위해 그들에게 신형 미니사구인 풀카울 미니사구 제 1탄, 세이버를 각자에게 준다. 레츠는 코너링 중시인 소닉세이버, 고는 직선 중시인 매그넘세이버로 진화시킨다. 그 머신으로 GJC(그레이트 재팬 컵) 윈터 레이스에 나간 둘은, 사고를 당해 실격이 되지만, 이 레이스로 유명해졌다.
둘은 그 후에도 수많은 레이스에 나가, 타카바 료, 미쿠니 토우키치, 쿠로사와 후토시, 코히로 마코토 등, 라이벌 미니사구 레이서와 만나 성장해 간다. 그리고 GJC 스프링 레이스에서는 고가 1위, 레츠는 3위로 입상한다(애니에서는 고, 료 이외에는 전원 리타이어했기 때문에, 후에 3위 결정전이 있었다).

### 오오가미 박사 나타나다
그러나 그들의 앞에 오오가미 박사가 나타난다. 그는 전에 츠치야 박사와 함께 연구했던 사람으로, 아이들이 즐길 수 있는 미니사구를 개발하는 츠치야와 반대로 승리만을 중시하여 다른 머신을 공격하는 기능을 탑재한 머신을 개발하여, 배틀 레이스를 권장하고 있었다.
그의 아래에서 레이스를 하고 있던 수수께끼의 소년 J와 대결하던 레츠와 고는 패배하여, 소닉세이버와 매그넘세이버가 마그마에 빠지고 만다. 쇼크를 받아 미니사구를 그만두려 했던 레츠와 고였으나, 츠치야 박사에게 새로운 머신 뱅가드 소닉과 빅토리 매그넘을 받아 다시 한 번 J에게 도전하여 승리를 거둔다. 그 레이스에서 미니사구의 즐거움을 깨달은 J는 오오가미 박사를 떠나 츠치야 박사 아래에서 새로운 생활을 시작했다.

### 배틀 레이스 시대의 시작
그러나 그들의 앞에 다시 오오가미의 머신을 가진 소년 오키타 카이가 나타난다. 그의 압도적 힘 앞에서 GJC 섬머 레이스에서 완주한 것은 우승한 카이와 준우승 고 둘 뿐으로, 다른 머신들은 모두 카이에 의해 크래시되고 마는 대파란의 레이스가 되었다. 그리고 이 레이스로 인해 오키타 카이는 미니사구계의 영웅이 되어, 어린이들에게 배틀 레이스가 침투된다.
그 후에도 오오가미 박사의 머신을 가진 콘도 겐과 히지카타 레이가 나타나, 레이스팅거로 고의 빅토리매그넘을 파괴한다. 고와 J는 협력하여 뉴 머신 사이클론 매그넘을 만들어 GJC 오텀 레이스에 참가. 입상은 하지 못했으나 그 위협적인 스피드를 보여주었다(또한, 이 레이스에서 우승한 것은 운 좋게도 레이스팅거의 창이 찔린 채로 완전히 파괴되지는 않았던 지로마루 스페셜스페셜이었다).
카이, 레이는 SGJC 출장 자격을 얻었으나, 겐이 그 자격을 얻지 못하여 옵서버(observer;회의에서 특별히 출석이 허용된 사람)가 된 오오가미의 의향으로, 수퍼 그레이트 재팬 컵 빅 챌린지가 개최된다. 레이스 개최에는 반대했던 고 일행이었으나, J와 쿠로사와 등의 정통파 레이서도 출장 자격을 얻을 수 있다는 것을 깨달아, 그들에게 레이스 참가를 권한다. 한편 오오가미도 전미 챔피언을 초빙. 그 정체는 J의 누나 R이었다.

### SGJC
그리고 드디어 수퍼 그레이트 재팬 컵(SGJC)이 개최되었다. 3일간에 걸쳐 포인트제로 거행되는 이 레이스에서, 1일째, 2일째는 오오가미 박사의 머신에게 상위 3위를 독점당하고 만다. 그리고 3일째, 포인트에서 크게 뒤떨어지고 만 레츠와 고 일행은, 오오가미 박사의 머신을 깨고 기적의 대역전하여 우승할 수 있을까.

### 폭주형제 렛츠&고!!WGP

#### 세계 그랑프리 개최 결정
FIMA(국제 미니사구 연맹) 주최의 제 1회 미니사구 세계 그랑프리(WGP)를 개최할 것이 결정되었다. 5인 1팀으로 싸우는 리그전에서, 일본에서는 SGJC에서 우수한 성적을 거둔 레츠, 고, 료, 토우키치, J 다섯 사람이 뽑혔다.
이 대회에서 사용되는 미니사구는 일반 미니사구와는 전혀 다른 토크(torque), 스피드를 가진 모터를 탑재하고, 그에 견디는 보디를 장착하는 데다가 GP칩이라 하는, 스스로 머신의 특성을 기억하여 최적 코스 선택이나 가감속을 한다는 인공지능을 탑재한 그랑프리 머신이었다. 익숙지 않은 그랑프리 머신이나 팀 레이스에 허둥대는 다섯 명이었지만, 팀 이름도 〈TRF빅토리즈〉로 결정되고, WGP 개최가 가까워졌다.
우여곡절을 거쳐, 개최지는 미니사구 발상지, 일본으로 결정. 세계에서 일본, 미국, 독일, 이탈리아, 러시아, 중국, 아프리카, 북구, 오스트레일리아, 자메이카 10팀이 참가하였다.

#### 세계의 라이벌과의 만남
초전을 승리로 장식한 빅토리즈는, 승패를 반복하며 점점 팀으로서 발전해 왔다. 그러나 라이벌 팀들도 지고 있지만은 않는다. 독일은 1군이 도착하고 나서 한번에 상위로 뛰고, 중국에서는 환상의 머신이라 불리는 샤이닝 스콜피온이 참전하고, 아프리카는 오키타 카이(SGJC를 계기로 배틀 레이스를 버리고, 정통파 레이스로 이전했다)가 코치로 오는 등 전력을 키워나가고, WGP는 점점 혼전을 향했다.
그런 도중에 빅토리즈는 전승(全勝)으로 1위를 독주하는 이탈리아의 로쏘 스트라다와 대결하게 되었다. 로쏘 스트라다는 사실 상대 머신에게 공격을 가하며 승리해 온 팀이었다. 고만이 그 정체를 눈치채고 필사적으로 항의하지만 레츠 일행은 믿어 주지 않았다. 그러나 로쏘 스트라다와의 재전(再戰)에서 팀 전원의 머신이 파괴되는 지경에 이르러, 드디어 고의 말을 믿게 된 멤버들은 각자의 파츠를 모아 뉴 머신 비트 매그넘을 만들었다. 그 후 로쏘 스트라다는 내부 분열이 일어나고, 부정행위가 발각되어 2개월간 출장 정지 처분을 받게 되었다.

#### 세계로 스타트
드디어 상위 네 팀이 참가하여 우승을 결정하는 파이널 레이스의 개최가 결정되었다. 빅토리즈는 아슬아슬하게 4위로, 미국, 이탈리아, 독일과 함께 싸우게 된다. 레이스 방식은 도쿄를 출발점으로 시즈오카까지 3일에 걸쳐 달리는, 지금까지 예가 없는 대규모 레이스. 과연 고 일행 빅토리즈는, 세계 제일의 영광을 손에 넣을 수 있을까.

### 폭주형제 렛츠&고!!MAX

#### 이치몬지 형제 등장
이치몬지 고우키와 이치몬지 레츠야는 엘리트 미니사구 레이서 육성기관 보르조이 스쿨의 우수한 레이서 형제였으나, 스쿨의 배틀 레이스 방침에 반대하는 고우키는 스쿨에서 쫓겨난다. 갈 곳이 없는 고우키는, 일단 숙부가 일하는 공장에서 식객으로서 머물게 되었다. 그러다가 WGP 챔피언인 TRF빅토리즈가 제 2회 WGP 때문에 미국으로 떠난다는 것을 알게 되어, 〈세계 제일의 미니사구 레이서〉라며 뱃심 좋게 말하지만, 전혀 상대가 되지 않았다. 세계 레벨을 알게 된 고우키는 빅토리즈와 다시 싸울 것을 약속하고, 미니사구에 대한 열정을 다잡는다. 히토시, 마리나, 다이젠 형제 등 라이벌 미니사구 레이서와의 만남을 거치며 고우키는 레이서로서 성장한다. 한편 레츠야도 보르조이 스쿨에서 100대 깨기라는 위업을 달성하고, 배틀 레이서로서 더욱 더 힘을 쌓아갔다.

#### 보르조이와의 사투
어느날 고우키는 보르조이 스쿨 개최 제 1회 〈보르조이 오픈〉이 열리는 것을 알게 되어, 참가라리라 마음먹는다. 이 레이스는 레츠야를 포함하여 지금까지의 라이벌들이 모두 참가하는 것이었다. 레이스는 물공격이나 갑작스런 코스 연장, 전자파 배리어 등 갖가지 장애물이나 음모가 펼쳐져 있었다. 그러나 고우키는 성실하게 달려, 장애물이나 배틀 레이서들의 방해를 빠져나가 우승했다. 그것을 보던 레츠야는 보르조이의 주행이 아닌 〈자신의 주행〉을 생각하게 되어, 보르조이 스쿨을 나와 고우키와 함께 식객 생활을 시작했다.
그 후에도 GJC나 USA챔프와의 대전으로, 고우키 일행은 더더욱 실력을 쌓아 갔고, 레츠야도 배틀 레이스에서 손을 떼었다. 보르조이 오픈, GJC와 대립할 의사가 무너진 보르조이 스쿨의 창시자 프로페서 보르조이가 약해질 무렵, 그의 손자인 네로 스텔라 보르조이가 러시아에서 찾아왔다. 그는 보르조이를 퇴장시키고 스쿨을 해산하고, 미니사구의 진정한 넘버원을 결정하는 M1을 개최한다고 선언했다. 실력있는 1만명의 레이서가 참가하는 대규모 레이스. 고우키, 레츠야는 이 레이스에서 승리하고 최고의 영광을 붙잡을 수 있을까.

### 폭주 미니사구 대추적! (극장 공개 작품)
1997년 7월 5일 공개
WGP 중반, 로얄 페스티벌 컵 도중에 갑자기 수수께끼의 머신 건블러스터XTO와 그 주인 리온이 나타나, 머신을 날려버리고 레이스를 엉망진창으로 만들었다. 고 일행 빅토리즈 멤버는 건블러스터를 뒤쫓아간다. 리온은 GP칩 개발이 늦어 WGP에 참가하지 못한 레이서로, 건블러스터는 드디어 완성한 GP칩 때문에 괴전파를 발생시키며 폭주하고 있다는 사실을 알게 되었다. 만일 이대로 건블러스터가 계속 폭주핟나면, 괴전파 때문에 도시 기능이 엉망진창이 된다고 판단한 개발자 쿠스코 박사는 건블러스터를 부수기로 했다. 빅토리즈와 리온은 건블러스터가 파괴되기 전에 폭주를 멈추기 위해 필사적으로 건블러스터를 뒤쫓는다. 고 일행은 건블러슽의 폭주를 멈출 수 있을까.

## 애니
- 1996년 1월 8일~12월 30일 - 〈폭주형제 렛츠&고!!〉 (TV 도쿄 계열)
- 1997년 1월 6일~12월 29일 - 〈폭주형제 렛츠&고!!WGP〉 (TV 도쿄 계열)
- (무인 및 WGP편 총합)
  - 최고 시청률 : 11.8%
  - 최저 시청률 : 5.2%
  - 평균 시청률 : 8.4%
- 1998년 1월 5일~12월 21일 - 〈폭주형제 렛츠&고!!MAX〉 (TV 도쿄 계열)
  - 최고 시청률 : 9.2%
  - 최저 시청률 : 4.6%
  - 평균 시청률 : 6.4%

### 스탭
- 원작 : 코시타 테츠히로(소학관/월간 코로코로 코믹·별간 코로코로 코믹·소학4년생·TV군)
- 기획 프로듀서 : 이와타 케이스케(TV TOKYO), 오오노 미노루(요미우리 광고사), 카와무라 히데후미(소학관), 야기 마사오(소학관 프로덕션)
- 수퍼 바이저 : 쿠보 마사카즈, 사가미 야스유키
- 시리즈 구성 : 호시야마 히로유키
- 캐릭터 디자인 : 타카미 아키오(무인 및 WGP 담당), 이시하라 미츠루(MAX 담당)
- 메카닉 디자인 : 사쿠라 타쿠미
- 플롭 디자인 : 오가타 유지
- 미술감독 : 아사쿠라 치토세(프로덕션 아이)
- 색채설계 : 세키모토 미츠코
- 촬영감독 : 카나자와 아키오
- 편집 : 마사키 야스유키
- 음악 : 츠노 고우지, 이마미즈 히로시(무인 담당/음악은 WGP편까지 사용), 우에하타 마사카즈(무인 담당/음악은 WGP편까지 사용)
- 음향감독 : 타나카 히데유키
- 음향효과 : 카게야마 미치루(피즈 사운드 크리에이션)
- 녹음제작 : HALF H·P STUDIO
- 캐스팅 협력 : 81프로듀스
- 음악 프로듀서 : 마에야마 토모쿠니, 요시다 타카시
- 음악제작/협력 : 컬럼비아 어뮤즈 엔터테인먼트, TV도쿄 뮤직
- 오리지널 사운드 트랙 : 테이치쿠(무인 상반기), 토시바EMI(무인 하반기), 빅터 엔터테인먼트(WGP편), 일본 컬럼비아(MAX편)
- 감독 : 아미노 테츠로(무인 담당), 카토 타카오(WGP, MAX편)
- 조감독 : 호시아이 타카히코
- 애니메이션 제작 프로덕션 : XEBEC
- 제작 : TV TOKYO·요미우리 광고사·소학관 프로덕션
- 저작 : (C)코시타 테츠히로/소학관·타미야 모형·TV TOKYO·요미우리 광고사·소학관 프로덕션

### 주제가

#### 국내편
- 오프닝 테마
  1. 〈위닝 런! -바람이 되고 싶어-〉 : 야마가타 유키오
  2. 〈FLESH&BLOOD~두 생각~〉 : G-CRISIS
- 엔딩 테마
  1. 〈Yo! BROTHER〉 : BOOGIE MAN
  2. 〈상처입을 수도 없어〉 : 카지타니 미유키
  3. 〈사랑의 타겟 보이~Baby Boy〉 : THE PINK HOPS
  4. 〈꿈의 끝까지라도〉 : ]]PERSONZ]]

#### WGP편
- 오프닝 테마
  1. 〈GET THE WORLD〉 : 카게야마 히로노부
- 엔딩 테마
  1. 〈Grow up Potential~꿈을 향해~〉 : GANASIA
  2. 〈Tune-up Generation〉 : 마츠미야 마이코
  3. 〈We are the VICTORYS〉 : the VICTORYS
  4. 〈오늘밤은 이브!〉 : 렛츠고 BOYS&GIRLS

#### MAX편
- 오프닝 테마
  1. 〈BRAVE HEART〉 : 강철형제
- 엔딩 테마
  1. My name is 카 보이〉 : 카게야마 히로노부 with KIDS MAX
  2. 〈우리들의 FREEDOM〉 : YUKA SATO

### 방영 리스트
- 폭주형제 렛츠&고!! (爆走兄弟レッツ&ゴー!!)
  1. 미니사구 형제 등장! 달려라 세이바!! (ミニ四駆兄弟登場走れセイバー!)
  2. 원터 레이스 파란의 결승전 (ウインターレース波乱の決勝戦!!)
  3. 수수께끼의 풀 카울 머신! (謎のフルカウルマシン!)
  4. 폭풍우의 형제 대결! 폭주 다운 힐 레이스! (嵐の兄弟対決! 爆走ダウンヒルレース!)
  5. 재대결! 트라이다가-X 지하수로의 싸움! (再対決! トライダガーX地下水路の戦い!)
  6. 위태로운 매그넘! 번개 주행의 신 머신! (危うしマグナム! 稲妻走りの新マシン!!)
  7. 격돌! 코너 승부 소닉 세이버 VS 스핀 엑스 (激突! コーナー勝負ソニックセイバーVSスピンアックス)
  8. 날아라 매그넘! 스프링 레이스를 노려라! (かっ飛べマグナム! スプリングレースをめざせ!)
  9. 강적 대집합! 불꽃이 튀는 스프링 레이스 (強敵大集合! 火花を散らすスプリングレース)
  10. 필살 매그넘 토네이도! (必殺マグナムトルネード!)
  11. 레츠의 위기! 남겨진 찬스 (烈の危機! 残されたチャンス)
  12. 고의 도전! 매그넘을 되찾아라!! (豪の挑戦! マグナムを取り戻せ!!)
  13. 6번째 풀 카울 레이서! (6人目のフルカウルレーサー)
  14. 경의의 최강 머신 오오가미 박사의 야망! (驚異の最強マシン大神博士の野望!)
  15. 갱과의 대결! 선조님을 지켜라!! (ギャングと対決! ご先祖様を守れ!!)
  16. 화산구의 사투! 세이버 절체절명! (火山口の死闘! セイバー絶体絶命!)
  17. V머신 탄생! 승리의 내일을 걸어라 (Vマシン誕生! 勝利の明日に賭けろ)
  18. 달려라 V머신! 위험이 가득한 유원지 레이스 (走れVマシン! 危険がいっぱい遊園地レース)
  19. 강적 JB를 쓰러트려라!! 우정의 파워 (強敵JBを倒せ!! 友情のVパワー)
  20. 사라진 머신 트라이다가-X! (消えたマシントライダガーX!)
  21. 치이코 대선풍 대결! 세이바 형제 (チイコ大旋風対決! 星馬兄弟)
  22. 돌아온 그 녀석 공포의 가르기 머신! (帰ってきたあいつ恐怖の切り裂きマシン!)
  23. 통조림 공장의 결투! 새로워지는 여행 (缶詰工場の決闘! 新たなる旅立ち)
  24. 스핀 코브라 발진! 뉴머신 개발 지령 (スピンコブラ発進! ニューマシン開発指令)
  25. 서머 레이스 개최 미니사구의 뜨거운 여름! (サマーレース開催ミニ四駆の熱い夏!)
  26. 상처투성이의 골! 눈물의 트라이다가 (傷だらけのゴール! 涙のトライダガー)
  27. 불꽃의 뉴머신 되살아나라 트라이다가 (炎のニューマシンよみがえれトライダガー)
  28. 소결! 경이로운 ZMC타카바 료 완전부활 (焼結! 驚異のZMC鷹羽リョウ完全復活)
  29. 격류 패닉! 미니사구 구조대제 (激流パニック! ミニ四駆救助隊)
  30. 바다다! 원숭이다! 팀워크로 대승부 (海だ! サルだ! チームワークで大勝負)
  31. 블로켄G 등장! 파괴의 중량급 머신 (ブロッケンG登場! 破壊の重量級マシン)
  32. 유령과의 대결! 학교 7대 불가사의 레이스!! (ゆうれいと対決! 学校七不思議レース!!)
  33. 사남의 싸움! 룰 무용의 오오가미 레이스 (砂嵐の戦い! ルール無用の大神レース)
  34. 캠프에서의 결전! 추적당한 J (キャンプで決戦! 追いつめられたJ)
  35. 적은 V머신! 렛츠고 탈환 작전 (敵はVマシン! レッツゴー奪回作戦)
  36. 환상의 스콜피온 전설의 미니사구 (幻のスコーピオン伝説のミニ四駆)
  37. 레이스팅거! 오오가미의 비장의 수단! (レイスティンガー! 大神の切り札!)
  38. 부활! 매그넘 그 이름은 사이클론 (復活! マグナムその名はサイクロン)
  39. 사이클론 상륙! 나는 천재 디자이너 (サイクロン上陸! 俺は天才デザイナー)
  40. 백열의 오텀 레이스 (白熱のオータムレース)
  41. 대립! J와 고 위태로운 사이클론 (対立! Jと豪危うしサイクロン)
  42. 미니사구의 스승 고!? 가을 축제 레이스 개최 (ミニ四師匠 豪!? 秋祭りレース開催)
  43. 왕자님과의 레이스! 쥰, 사랑의 도피행 (王子様とレース! ジュン愛逃避行)
  44. 매그넘 절호조! 레츠의 초조함 (マグナム絶好調! 烈のあせり)
  45. 레츠의 배신!? 소닉 VS 매그넘 (烈の裏切り!? ソニックVSマグナム)
  46. 부활한 J! 프로트 세이버 EVO(에볼루션). (復活のJ! プロトセーバーEVO.(エボリューション))
  47. 불꽃이 튀는 라스트 찬스! (火花散るラストチャンス!)
  48. SGJC개막!! 파란의 스타트! (SGJC開幕!! 波乱のスタート!)
  49. 렛츠고 대고전! 돌진! 파괴군단 (レッツゴー大苦戦! 爆進! 破壊軍団)
  50. 대격전! 눈산코스! 가혹한 제2 그라운드! (大激戦! 雪山コース 過酷な第2グラウンド!)
  51. 영광의 표창대! 승리의 미니사구 (栄光の表彰台!! 勝利のミニ四駆)

- 폭주형제 렛츠&고!! WGP (爆走兄弟レッツ&ゴー!! WGP)
  1. 미니사구 신시대 노려라 세계 그랑프리! (ミニ四駆新時代 めざせ世界グランプリ!)
  2. TRF 빅토리즈 탄생! WGP일본개막! (TRFビクトリーズ誕生! WGP日本開幕!)
  3. 그랑프리 자동차 완성! 리더는 누가? (GPマシン完成! リーダーはだれ?)
  4. 경이의 팀 플레이! 빙원에서 온 은호 (驚異のチームプレー! 氷原から来た銀狐)
  5. 타도! 벅 브레더 맹특훈을 하라 (打倒! バックブレーダー 猛特訓を乗り切れ)
  6. 격주! GP크로스 4위를 노려라! (激走! GPクロス 4位をねらえ!)
  7. 빅토리즈의 위기! 새 감독 타마미 선생님?! (ビクトリーズの危機! 新監督たまみ先生?!)
  8. 번외경기 고VS엣지 (番外対決 豪VSエッジ)
  9. 수수께끼의 복면 레이서 우리들은 날아오른다구 (謎の覆面レーサー 俺達カッ飛びブッちぎり)
  10. 지로마루 참전! 아스트로 돔에서의 싸움 (二郎丸参戦! アストロドームの戦い)
  11. 비밀병기! 충격!! 파워 부스터 (秘密兵器! 衝撃!! パワーブースター)
  12. 춘하추동 전개 배틀 북국의 리더 (春夏秋冬全開バトル 北国のリーダー)
  13. 정글을 갈라라! 되살아난 킬러머신!! (ジャングルを切り裂け! 蘇るキラーマシン!!)
  14. 전설의 머신을 가진 이상한 녀석 (伝説のマシンを持った変な奴)
  15. 빅토리즈VS곤키 샤이닝 스콜피온 등장! (ビクトリーズVS光蠍(ゴンキ) シャイニングスコーピオン参上!)
  16. 돌아온 챔피언! 빛나라! 그레이트 재팬 컵 (帰ってきた王者(チャンピオン) 輝け! グレートジャパンカップ)
  17. 폭풍속의 대작전! 뉴 모터에 걸어라! (嵐の中の大作戦! ニューモーターに賭けろ!)
  18. 어린이날 대 레이스 GP레이서 대집합 (子供の日大レース GPレーサー大集合)
  19. 이겨라! 공포의 데스매치 디오스파다VS사이클론 매그넘 (勝て!恐怖のデスマッチ ディオスパーダVSサイクロンマグナム)
  20. 리듬을 타고 힘차게 달려라! 뜨거운 나라에서 온 레이서 (リズムに乗って突っ走れ! あつい国から来たレーサー)
  21. 불타라 토우키치! 스핀 코브라의 역습 (燃えろ藤吉! スピンコブラの逆襲)
  22. 정해라, 일본 제일! 상점가 대 레이스!! (決めるぜ、日本一! 商店街で大レース!!)
  23. 선수 필승! 스타트 승부!? (先手必勝! スタート勝負!?)
  24. 선수는 누구? 개최! 드림 찬스 레이스 (選手は誰だ? 開催! ドリームチャンスレース)
  25. 라이벌 집결 백열! 드림 찬스 레이스 (ライバル勢ぞろい 白熱! ドリームチャンスレース)
  26. 골 직전의 대역전 결착! 드림 찬스 레이스 (ゴール前の大逆転 決着! ドリームチャンスレース)
  27. 홍의 섬광! 롯소 스트라다의 마수!! (紅の閃光! ロッソストラーダの魔手!!)
  28. 스릴 릴레이 배틀! 타도! 디오스파다 (スリーリレーバトル! 打倒! ディオスパーダ)
  29. 녀석이 리더? 모습을 보인 강적! (奴がリーダー? 姿を見せた強敵!)
  30. 부활한 레이서 (復活のレーサー)
  31. 결사의 미니사구 서바이벌 (決死のミニ四サバイバル!)
  32. 한여름의 악몽! 나왔다! 도깨비 합숙 (真夏の悪夢! でた!おばけ合宿)
  33. 미니사구 부자 레이스 빠름의 비밀은 아빠?(ミニ四駆親子レース 速さの秘密はお父さん?)
  34. 빅토리즈 괴멸!! 사투 타워 서킷! (ビクトリーズ壊滅!! 死闘タワーサーキット!)
  35. 탄생! 우정의 뉴머신! (誕生! 友情のニューマシン!!)
  36. 5개국 대항 선발 레이스! 격주 비트 매그넘 (五ヶ国対抗選抜レース! 激走!ビートマグナム)
  37. 황마들의 만가 (荒馬たちの挽歌)
  38. 노려라 대역전 절대불리를 극복하라! (めざせ大逆転 絶対不利をはね返せ!)
  39. 천재와의 대결! 나와라 필살기 (天才との対決! でるか必殺技)
  40. 벅 브레더의 두꺼운 벽 (バックブレーダーの厚い壁)
  41. 리더의 책임 (リーダーの責任)
  42. 달려라! 더블 스핀 (走れ! ダブルスピン)
  43. 사악한 주행! EVO(에볼루션)가 바뀔 때 (邪悪な走行! EVO(エボリューション)が変わる時)
  44. 부활하라 레츠! (よみがえれ烈!)
  45. 노려라 결승전! 프리 포메이션으로 질주하라! (めざせ決勝戦! フリーフォーメーションで突っ走れ!)
  46. 파이널 스테이지 스타트! (ファイナルステージスタート!)
  47. 해안의 코스를 날려버려라! (湾岸コースをぶっとばせ!)
  48. 파란의 제2 스테이지!! (波乱の第2ステージ!!)
  49. 승자의 조건! (勝者の条件!)
  50. 세계로 스타트(世界一へスタート)
  51. 영광의 골을 향해 (栄光のゴールをめざして)

### 특별편
폭주형제 렛츠&고!!
렛츠&고 스페셜　미니사구 레이서 대집합!!

### 방송국(전 시리즈)
- 동시 방영 : TV도쿄, TV오사카, TV아이치, TV세토우치, TV홋카이도, TVQ큐슈 방송
- 시차 방영 : 아오모리 방송, TV이와테, 동일본 방송, 아키타TV, TV유야마가타, 후쿠시마TV, TV니이가타,
 나가노 방송, TV야마나시, 토야마 TV방송, 이시카와 TV방송, 후쿠이 TV, TV시즈오카, 기후 방송, 미에TV, 비와호 방송, KBS도쿄,
 나라TV, TV와카야마, 야마카게 방송, TV신 히로시마, 아이TV(제 1기 도중까지) → 남해 방송(제 1시리즈 도중부터), TV코우치(제 1기) → 코우치상상TV(제 2기),
 나가사키 방송, TV쿠마모토, TV오이타, 미야자키 방송, 남일본 방송(제 1기 도중까지) → 카고시마 요미우리TV(제 1기 도중부터), 류큐 방송

### 극장판
1997년 7월 5일 - 〈폭주형제 렛츠&고!!WGP 폭주 미니사구 대추적!〉
건블러스터XTO 보디 세트 봉입(그 후 키트로서도 발매되었으나, 보디 파츠의 색깔이 변경) 선매권은 첫날 매상이 4만 5천매를 돌파하여, 당시의 역대 기록을 대폭 갱신했다.

## = 전후 프로그램
| TV도쿄 계열 월요일 18:00대 전반 (1996년 1월~1998년 12월) | TV도쿄 계열 월요일 18:00대 전반 (1996년 1월~1998년 12월)       | TV도쿄 계열 월요일 18:00대 전반 (1996년 1월~1998년 12월) |
| 이전 작품                                                | 작품명                                                         | 다음 작품                                                |
| -------------------------------------------------------- | -------------------------------------------------------------- | -------------------------------------------------------- |
| 귀신동자 ZENKI                                           | 폭주형제 렛츠&고!! 폭주형제 렛츠&고!!WGP 폭주형제 렛츠&고!!MAX | 작은 거인 미크로맨                                       |

## 비고
- 본 시리즈에서는 제작비가 부족해서인지, 같은 성우가 두 캐릭터 이상의 목소리를 담당하는 일이 많았다. 예를 들어
  - 성우명 : 캐릭터 1, 2, 3…
  - 후치자키 유리코 : 세이바 레츠, 아라이 미나미
  - 이케자와 하루나 : 세이바 고, 오오가미 마리나
  - 코지로 치에 : 미쿠니 토우키치, 레이디 파이터(WGP) 우리는 챔피언 편집하기
  - 타카노 우라라 : 타카바 료, 쿠스노기 다이고, 파티
  - 와타나베 쿠미코 : J, 쟈네트, 미셸, 이치몬지 고우키
  - 에바라 마사시 : 츠치야 박사, 로쏘 스트라다 오너
  - 모리쿠보 쇼타로 : 미니사구 파이터, 요한슨, 복면 파이터
  - 이토 켄타로 : 브렛, 아돌프, 타쿠야
  - 야지마 아키코 : 미쿠니 치이코, 죠
  - 오오타니 이쿠에 : 타카바 지로마루, 비키, 마르가레타
  - 아다치 시노부 : 미하엘, 세이바 요시에(레츠와 고의 어머니)
  - 이마이 유카 : 오키타 카이, 리타, 클레몬티느, 유리, 리온, 도모토 사유리
  - 우에다 유지 : 루키노, 츠치야 박사의 조수, 마츠 히토시
  - 사쿠라이 타카히로 : 와르데가르드, 리오네
  - 요시노 히로유키 : 헤슬러, 줄리오
  - 오오토모 류자부로 : 오오가미 박사, 교장선생, 겐 씨
  - 쿠마이 모토코 : 코히로 마코토, 마나부
  - 스야마 아키오 : 후앙, 쿠로사와 후토시

- 극장판에서는 미하엘의 목소리를 TV판의 아다치 시노부가 아닌, TV판에서 J의 목소리를 담당했던 와타나베 쿠미코가 연기했다. 극장판에서는 한참동안 빅토리즈를 기다리느라, 드물게 기분이 좋지 않은 표정의 미하엘을 볼 수 있다.
- WGP 파이널 스테이지 제 2섹션에서 레츠에게 질 때까지, 미니사구를 시작한 이후로 한 번도 진 적이 없는 미하엘이지만 극장판 로얄 페스티벌 컵에서는 TRF빅토리즈가 1위에서 5위까지 독점하여 아이젠볼프에게 승리했다.
 이것으로 보아 로얄 페스티벌 컵은 미하엘이 지각한 빅토리즈에게 삐쳐서 출장하지 않은 것이 아닐까 예상할 수 있다.
- WGP편 제 18화 〈어린이날 레이스　GP레이서 대집합〉에서 치이코의 망상 씬에서는, 레츠를 둘러싼 여자아이들 중에 딱 한명 남자인 리치가 섞여 있다.
- WGP편 제 24화 〈라이벌 집결　백열! 드림 찬스 레이스〉에서 브렛의 회상 씬에 등장하는 아이젠볼프는 미하엘이 아닌, WGP에서는 1군, 2군 둘 다 참가하지 않은 흑발 소년이 멤버에 있다.
 이 회상 씬의 레이스 〈아틀란틱 컵〉에서 1위로 골인한 것은 미하엘이 아니라 슈미트이며, 미하엘은 레츠에게 지기 전까지 모든 레이스에서 1위로 입상했으니 이 흑발 소년은 흑발로 염색한 미하엘,
 혹은 WGP에서 미하엘이 흑발을 금발로 염색한 것이 아니라, 전혀 다른 소년인 것으로 예상된다.

## 관련 상품

### 서적
《폭주형제 렛츠&고!!WGP가이드》 소학관, 1997년
WGP편 방송 도중에 발매. 설정자료나 감독 인터뷰 등. 이 책을 위한 오리지널 일러스트도 수록. 현재 절판.

### VHS·DVD
- 폭주형제 렛츠&고!! : VHS : 판매/렌탈 전 13권

- 폭주형제 렛츠&고!! WGP : VHS : 판매/렌탈 전 12권

- 폭주형제 렛츠&고!! MAX : VHS : 판매/렌탈 전 13권

- 영화 폭주형제 렛츠&고!! WGP 폭주 미니사구 대추적! : VHS : 판매/렌탈 전 1권

- 폭주형제 렛츠&고!! 스페셜 편집판　미니사구 레이서 대백과 : VHS : 판매/렌탈 전 4권

- 렛츠&고!!의 수퍼 J컵 필승 대작전! : VHS : 판매/렌탈 전 1권

(이상, 현재는 전부 폐반상태임)
2007년 봄에 DVD-BOX 발매가 예정되어 있다.
CD(상위 페이지의 관련 CD란 참조)
- 〈폭주형제 렛츠&고!!GIRL〉 <레이디즈 그랑프리 개막!!>
〈MAX〉 방영 종료 후 99년에 발매. 마리나, 미나미, 쥰 등 여성 캐릭터들만이 출장하는 레이디즈 그랑프리의 드라마와, 캐릭터의 이미지 송을 수록.
 같은 성우가 2명 이상의 캐릭터를 맡은 일이 맡았던 본 작품의 분장실 뒷모습 소재를 살린 개그가 많다.
- 〈폭주형제 렛츠&고!!〉 테마 송 콜렉션 PLUS!!
방영 종료로부터 약 7년 지난 2005년에 발매. 지금까지의 오프닝, 엔딩 테마곡 등, 〈MAX〉 의 이미지 송 및 〈GIRL〉의 곡도 수록.

### 게임
초회특전으로 특별 사양 보디나 파츠를 동봉한 작품이 많았다.
미니사구 샤이닝 스콜피온　렛츠&고!! (1996년, 수퍼 패미콘, 아스키)
초회는 샤이닝 스콜피온 보디 동봉. 후에 발매된 키트와 달리, 보디 색깔이 펄 화이트이다. (키트의 성형색은 솔리드 화이트)
이 머신은 후에 만화, 애니 본편에도 등장했다. 기본적으로 RPG로, 길거리 레이서에서 이기면 포인트가 쌓여 새로운 파츠와 교환할 수 있다.
 애니 국내편까지가 무대이며, 주인공은 오리지널 캐릭터. 예약 구매자 모두에게 샤이닝 스콜피온의 골드도금 보디(후에 이벤트 회장 등에서 한정 파츠로 발매)를 프레젠트했다.
미니사구GB Let's&Go! (1997년, 게임보이, 아스키)
경량 초속기어의 특별 한정사양이 동봉. 이것도 국내편이 무대. 포켓몬스터를 의식한, 파츠 수집이나 통신교환 시스템이 있다.
미니사구 수퍼 팩토리 (1997년, 세가새턴, 미디어퀘스트)
건블러스터XTO 블루도금 보디 동봉. 스토리 모드가 없기 때문에, 다소 부족함이 남는 게임이 되었다. 예약 구매자에게 수퍼FM샤시의 특별 한정사양을 프레젠트했다.
폭주형제 렛츠&고!!WGP 하이퍼 히트 (1997년, 플레이스테이션, 자레코)
비트 매그넘TRF 보디 동봉. 제품판과는 스티커의 일부분이 다르다. 플레이어는 빅토리즈의 6명째 레이서가 되어 WGP를 진행한다.
미니사구GB Let's&Go! 올스타 배틀MAX (1998년, 게임보이, 아스키)
빅토리즈의 6명째로서 WGP를 재현한 〈GBC(그레이트 배틀 컵)〉에 나간다. 기본적인 시스템은 전작 〈미니사구GB〉를 답습하면서도 GP칩 등을 도입했다.
클리어 후의 보너스 요소가 많고, MAX편 캐릭터까지 등장한다. 예약 구매자 모두에게 샤이닝 스콜피온X의 보디를 프레젠트했다. 샤이닝 스콜피온X는 후에 스톰 크루저로서 키트화된다.
폭주형제 렛츠&고!! 이터널 윙스 (1998년, 플레이스테이션, 자레코)
게임 요소보다도 캐릭터를 전면적으로 내세워, 여성 팬들을 노린 게임. 등장 캐릭터도 팬들의 인기투표로 결정했다. 애니에서는 절대 만날 일이 없는 캐릭터끼리의 대화, 대전이 실현되어, 팬들의 마음을 떨리게 했다.
폭주형제 렛츠&고!! POWER WGP2 (1998년, 수퍼 패미콘, 닌텐도)
애니 WGP편의 속편으로 제작되었다. 닌텐도 치고는 드물게, 애니를 베이스로 한 게임. 제 2회 세계 그랑프리가 무대이지만, 애니 설정과는 다르게 제 2회도 일본 개최가 되어있다(애니 설정에서는, 제 2회는 미국).
 기본적으로 RPG로, 레이스 기록을 경신하여 경험치를 올리는 것으로 머신이 레벨업한다.
애니의 세세한 설정까지 반영하여 팬 취향의 게임이 되었다. 페루나 프랑스가 제 2회 첫 참가, 게임 오리지널 팀으로 등장한다. 페루는 극장판에 등장한 리온이 이끄는 팀. 프랑스 팀에는, 그 히지카타 레이가 등장한다.

### 씰, 트레이딩 카드
씰은 〈씰 열전〉이라는 이름으로 아마다 인쇄가공에서 발매. 트레이딩 카드는 무빅에서 발매. 둘 다 본편에서는 알 수 없었던 캐릭터의 상세한 프로필이나 과거 에피소드를 알 수 있다.

## 같이 보기
- 달려라 부메랑